# Nagy zűr kis Kínában
A Nagy zűr kis Kínában (eredeti cím: Big Trouble in Little China, címváltozat: John Carpenter's Big Trouble in Little China) 1986-os amerikai fantasy akcióvígjáték, amelyet John Carpenter rendezett. A főszerepben Kurt Russell, Kim Cattrall, Dennis Dun és James Hong látható.
Bemutatója 1986. július 2-án volt.

## Cselekmény
Jack Burton a szuperlaza, nagydumás, önmagát túlzottan is  macsónak vélő kamionsofőr San Francisco kínai negyedébe érkezik malacszállítmányával. Ha már ott jár, megkeresi fiatal barátját, Wang Chi-t, aki éppen a repülőtérre készül évek óta nem látott kínai, de zöld szemű menyasszonyáért, akivel összeházasodnak. A repülőtéren a lányt azonban elrabolják a Halál Urai, egy fiatal kínaiakból álló banda. Jack kamionjával a nyomukba erednek, míg a kínai negyed legmélyére, egy különös és elhagyott térre nem kerülnek, ahol előbb egy leszámolásos bandaháborúba keverednek, majd még rosszabb jön, egyszerre csak a kínai rémmesék és legendák lázálomszerű világában találják magukat.
A fiatal lányt a banda csak váltságdíjért tartja fogva, ám zöld szeme miatt nagyobb és sötétebb erők más szerepet szánnak neki, ezért három emberfeletti erővel rendelkező, szinte mitikus figura, a Három Vihar elrabolja tőlük.
David Lo Pan egy rendkívül koros és rozoga, kerekesszékes férfi, ennek ellenére a kínai üzleti élet és a kínai negyed korlátlan ura. Biztonságáról a Szárnyas Majmok, egy kegyetlen, harcművészetekben jártas testőrség és a Három Vihar gondoskodik. A külvilágban senki nem tudja róla, hogy valójában már kétezer éves. Egy régi átoknak köszönhetően teste folyamatosan öregszik, de meghalni nem tud. Noha képes afféle asztrális lényként is megmutatkozni, egyetlen vágya, hogy újra egy valódi és fiatal testben élhessen. A megfiatalító varázslathoz szükség van egy zöld szemű kínai lányra, akit egy mágikus szertartás keretén belül feleségül vesz, majd a vére által visszanyeri erejét és fiatalságát.
Jack, Wang és pár harcművész segítője leereszkednek a kínai negyed alatt lévő titokzatos világba, ahol a varázslat és a feketemágia a legtermészetesebb dolgok. Hihetetlen kalandok és életveszély során megküzdenek a Szárnyas Majmokkal, a Három Viharral és Lo Pannel, megmentik a lányt és elpusztítják a gonosz erőt. A fiatalok egymásé lesznek, a hétköznapi életvitelre csak kevéssé alkalmas Jack folytatja a kamionozást.

## Szereplők
| Színész      | Szerep       | Magyar hang            | Magyar hang        | Magyar hang        |
| Színész      | Szerep       | 1. szinkron (1992)     | 2. szinkron (1997) | 3. szinkron (2000) |
| ------------ | ------------ | ---------------------- | ------------------ | ------------------ |
| Kurt Russell | Jack Burton  | Sinkovits-Vitay András | Kaszás Attila      | Forgács Péter      |
| Kim Cattrall | Gracie Law   | Prókai Annamária       | Für Anikó          | Orosz Helga        |
| Dennis Dun   | Wang Chi     | Bartucz Attila         | Kaszás Gergő       | Kerekes József     |
| James Hong   | David Lo Pan | Perlaki István         | Botár Endre        | Háda János         |
| Victor Wong  | Egg Shen     | Juhász Tóth Frigyes    | Cs. Németh Lajos   | Versényi László    |
| Kate Burton  | Margo        | Kökényessy Ági         | Juhász Judit       | Nyírő Beáta        |
| Donald Li    | Eddie Lee    | Holl Nándor            | Görög László       | Szűcs Sándor       |
| Miao Yin     | Suzee Pai    | Dudás Eszter           | Madarász Éva       | Zsigmond Tamara    |
| Chao Li Chi  | Chu bácsi    | Móni Ottó              | Verebély Iván      | Dobránszky Zoltán  |
| Jerry Hardin | ügyvéd       | Uri István             | Csuha Lajos        | Kardos Gábor       |

## Fogadtatás
A film 11.1 millió dolláros bevételt hozott Észak-Amerikában, A készítők azt remélték, hogy 19-25 millió dolláros bevételt fog hozni a film. Ugyanakkor a filmet James Cameron kasszasikere, A bolygó neve: Halál előtt mutatták be; Carpenter és Russell szerint ez lehet az oka annak, hogy a film szegényesen teljesített a pénztáraknál.
Kritikai szempontból viszont pozitívabban fogadták: a Rotten Tomatoes oldalán 74%-ot ért el 62 kritika alapján, és 6.4 pontot szerzett a tízből. A Toronto Star kritikusa, Ron Base dicsérte Russell játékát.  A The New York Times kritikusa, Walter Goodman szintén pozitívan értékelte.
A film negatív kritikákat is kapott: Harlan Ellison szerint "a filmben ugyan vannak vicces szövegek,  de összességében egy élőszereplős rajzfilmről van szó". A Time kritikusa, Richard Corliss szerint "valamennyire szórakoztató", ugyanakkor kritizálta a rengeteg filmes utalást.
Roger Ebert szerint a "különleges effektek semmit nem jelentenek, kivéve, ha érdekesek a szereplők; ebben a filmben viszont úgy tűnik, hogy a szereplők csak azért vannak, hogy betöltsék a képernyőt", illetve "egyenesen a Charlie Chan és Fu Manchu korszakból származik a film, ugyanazokkal a sztereotípiákkal". A The Washington Post kritikusa, Paul Attanasio kritizálta a forgatókönyvírókat.